# عمر بکری محمد
عمر بکری محمد (تولد:۱۹۵۸ در سوریه ) رهبر یک گروه نظامی اسلامگرا است.او از توسعه دهندگان حزب التحریر در انگلستان بود ولی چندی بعد از آن جدا شد و رهبری گروه اسلامگرای دیگری به نام المهاجرین را برعهده گرفت.دختر او به نام یاسمین یک رقصنده در کلوپ‌های شبانه می‌باشد.
بکری اغلب به خاطر سخنان جنجالی اش در رسانه‌ها به عنوان یک اسلامگرای تندرو شناخته می‌شود به طور مثال او پس از حادثه تروریستی یازدهم سپتامبر اعلام کرد که اگر غربی‌ها سیاست خود را تغییر ندهند این حادثه هرروز تکرار خواهد شد. برخی رسانه‌ها ازجمله سی ان ان او را متهم به ارتباط با القاعده می‌کنند.

## سخنان جنجالی
او درسخنانی انگلیس را دارلحرب(سرزمین جنگ) دانسته است او مسلمانان را به جهاد درهرنقطه از جهان فرا خوانده است بکری همچنین از زنان خواسته‌است که در بمب گذاری‌های انتحاری شرکت کنند.

### حوادث تروریستی
بکری درسخنانی پس از حادثه یازده سپتامبر اعلام کرد که من امروز خوشحال هستم و درعین حال متأسفم که افراد بیگناه باید به جای دولت آمریکا عواقب سیاستهای آمریکا را تحمل کنند.او درباره انفجار مادرید در سال ۲۰۰۴ نیز اعلام کرد که انفجار مادرید خونخواهی بود چشم در برابر چشم، دندان دربرابر دندان، زندگی در برابر زندگی

### سلمان رشدی
او درباره فتوای قتل سلمان رشدی اعلام کرده‌است که این فتوا همچنان پابرجاست وسلمان رشدی بایدهمیشه درهراس از دستیابی مسلمانان به او باشد.

### بوکسور پاکستانی
بکری پس از آنکه بوکسور مسلمان پاکستانی معروف به امیر خان پس از مسابقه بوکس پرچم انگلیس را دور خود پیچیده‌است انتقاد کرد واعلام کرد که امیر خان یک الگوی نامناسب برای جوانان مسلمان است او منحرف است امیر خان فقط باید پیرو خدا وپیغمبر باشد.

## خانواده
البکری از همسر اول خود جدا شده‌است دختر البکری به نام یاسمین رقصنده کلوپ‌های شبانه درانگلیس می‌باشد.